# Pamis
Pamis és un nucli de població menor al terme d'Ondara al sud de la vila. El gentilici és pamisans.